# Amata pentospila
Amata pentospila är en fjärilsart som beskrevs av Turner. Amata pentospila ingår i släktet Amata och familjen björnspinnare. Inga underarter finns listade i Catalogue of Life.